# Cachoeira do Tabuleiro
A Cachoeira do Tabuleiro é uma queda-d'água brasileira, situada na serra do Espinhaço, no município de Conceição do Mato Dentro. É mais alta de Minas Gerais e a terceira maior do Brasil. São 273 metros de queda livre formada a partir de um paredão de beleza monumental. Na parte alta da cachoeira existem outras quedas e lagos e, na parte de baixo, existe um grande poço ladeado por imensos blocos de pedra, com 18 metros de profundidade. A Cachoeira está situada no coração do Parque Natural Municipal do Tabuleiro criado pelo Decreto Municipal n° 158/1998 e Lei Municipal n° 2063/2013.